# Cầu diệp lưỡi nhẵn
Cầu diệp lưỡi nhẵn (danh pháp hai phần: Bulbophyllum psittacoglossum) là một loài phong lan thuộc chi Bulbophyllum. Loài này phân bố ở Trung Quốc (tỉnh Vân Nam), Myanma, Thái Lan, Việt Nam.